# Pachycymbiola brasiliana
Pachycymbiola brasiliana (Lamarck, 1811) ist eine marine Schneckenart aus der Familie Walzenschnecken (Volutidae), die im südwestlichen Atlantischen Ozean vor der brasilianischen Küste bis vor Argentinien verbreitet ist. Diese räuberische Schnecke (Gastropoda) wurde erstmals 1811 von Jean-Baptiste Lamarck als Voluta brasiliana beschrieben und zeichnet sich durch ihre charakteristische globose Schalenform mit einer maximalen Länge von etwa 160 Millimetern aus. Als spezialisierter Prädator ernährt sich die Art hauptsächlich von Muscheln und spielt eine wichtige ökologische Rolle in den benthischen Lebensgemeinschaften der südamerikanischen Küstengewässer. Besonders bemerkenswert ist ihre einzigartige Fortpflanzungsstrategie mit frei schwimmenden, transluzenten Eikapseln, die sie als einzige bekannte Volutidae-Art dieser Region produziert. Die Art erreicht ein außergewöhnlich hohes Alter von bis zu 20 Jahren und gilt aufgrund ihrer langsamen Wachstumsrate und späten Geschlechtsreife als besonders vulnerabel gegenüber menschlichen Eingriffen.

## Verbreitung und Lebensraum
Pachycymbiola brasiliana ist im südwestlichen Atlantischen Ozean verbreitet, wobei sie in den Küstengewässern des südöstlichen Brasiliens (vor Rio de Janeiro), Uruguays und des nördlichen Argentiniens (Río Negro) vorkommt. Die Art besiedelt dabei ausschließlich marine Habitate entlang dieses geographischen Korridors und bevorzugt dabei ökologisch geeignete Küstenabschnitte. Im uruguayischen Raum erstrecken sich die Vorkommen sowohl in ozeanischen Bereichen als auch in den äußeren Zonen des Río-de-la-Plata-Ästuars, wo salzreiches Meerwasser dominante Bedingungen schafft. Die südliche Verbreitungsgrenze der Art liegt im Bereich des südamerikanischen Atlantikschelfs.
Die Tiefenverbreitung von Pachycymbiola brasiliana erstreckt sich von flachen Küstengewässern bis in Tiefen von etwa 70 Metern, wobei die Art vorwiegend in Wassertiefen zwischen 8 und 20 Metern anzutreffen ist. Exemplare werden häufig in noch flacheren Gewässern oder sogar an Stränden beobachtet, insbesondere wenn durch Stürme hunderte lebende Individuen an die Küste gespült werden. Sammlungsbelege dokumentieren Vorkommen auf sandigen Böden in 40 Meter Tiefe vor der brasilianischen Küste bei Chuí im Bundesstaat Rio Grande do Sul.
Der Lebensraum der Art umfasst sandige bis schlammig-sandige Küstenböden, wobei die Organismen als infaunal-epifaunale Bewohner charakterisiert werden, die sich halb eingegraben im Substrat fortbewegen. Die benthische Lebensweise der Art ist an die spezifischen Sedimentverhältnisse der südwestatlantischen Küstenregionen angepasst. Das Habitat wird durch die Wechselwirkung zwischen dem kalten Falklandstrom und dem warmen Brasilstrom beeinflusst.

## Morphologie und Anatomie

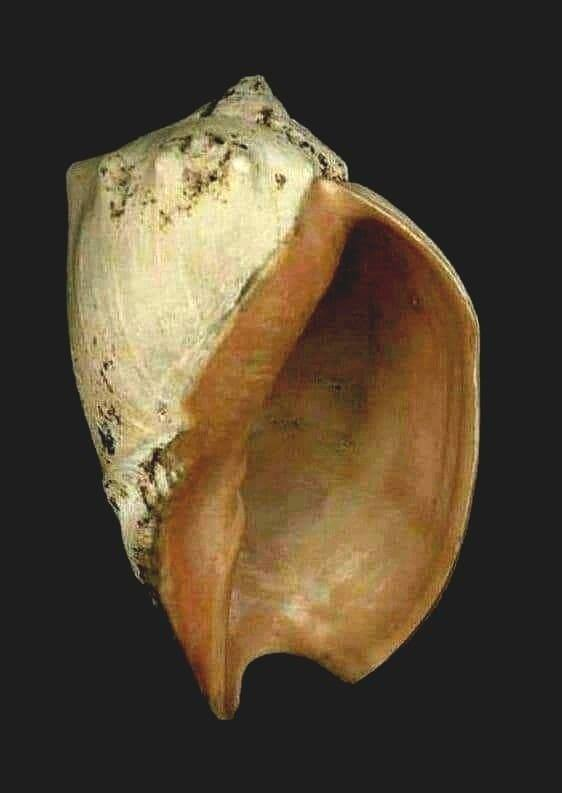
Gehäuse der Pachycymbiola brasiliana

Pachycymbiola brasiliana weist eine charakteristische globose Schalenform mit einer niedrigen Spirale auf, die eine Gesamtlänge von etwa 160 Millimetern bei einer Breite von ungefähr 100 Millimetern erreicht. Die Schale besteht aus bis zu sechs Windungen mit einem abgerundeten Protoconch, wobei die letzte Windung viermal größer als die Spirale ist und deutlich sichtbare Wachstumslinien sowie markante Tuberkel oder Vorwölbungen aufweist. Die Schalenoberfläche zeigt eine cremefarbene bis weiß-gräuliche Grundfärbung mit sichtbaren Wachstumsstreifen, während die Schale von einem adhärenten, schwarz-bräunlichen Periostracum überzogen ist.
Die Apertur nimmt eine beträchtliche Größe ein und erstreckt sich über etwa vier Fünftel der gesamten Schalenlänge, wenn sie von unten betrachtet wird. Die Columella ist konkav geformt und weist zwei bis drei schräge, kräftige Falten auf, während der äußere Lippenrand leicht verdickt ist. Das Innere der Apertur und der Columella-Bereich zeigen eine charakteristische orange-rosa bis leicht bräunliche Färbung mit perlmuttartigem Glanz. Der Siphonalkanal ist kurz und breit ausgebildet.
Ein wesentliches anatomisches Merkmal dieser Art ist das Fehlen eines Operculums. Das Protoconch ist globos geformt und weist keine Calcarella auf, was sie von anderen Vertretern der Walzenschnecken (Volutidae) unterscheidet. Die Schulterregion der Schale trägt typischerweise eine Reihe von Knötchen oder Tuberkeln. Die Schalenstruktur zeigt aragonitische Mikrostrukturen mit laminar gekreuzter, nicht perlmuttartiger Zusammensetzung.

## Biologie und Ökologie

### Ernährungsbiologie und Lebensweise
Pachycymbiola brasiliana ist ein spezialisierter Prädator, der sich primär von Muscheln (Bivalvia) wie Eucallista purpurata ernährt. Mit ihrem kräftigen Fuß gräbt sich die Schnecke in sandige Substrate ein, um Beuteorganismen zu lokalisieren. Sie umschließt die Beutemuschel mit ihrem Fuß, bis sie sich öffnet, um zu atmen. Dann führt die Schnecke ihren Rüssel (Proboscis) in die geöffnete Muschel ein. Mit ihrer Radula, einem für Schnecken charakteristischen Raspelapparat, schabt sie das Weichgewebe der noch lebenden Beute ab und frisst es. Dieser Vorgang kann sich über mehrere Tage hinziehen. Diese räuberische Aktivität reguliert nicht nur die Populationsdichten von Muscheln, sondern beeinflusst auch die Struktur benthischer Lebensgemeinschaften durch Selektion bestimmter Muschelarten.
Die Art zeigt eine außergewöhnliche Langlebigkeit von bis zu 20 Jahren, was für marine Schnecken ungewöhnlich ist. Dies ermöglicht multiple Fortpflanzungszyklen und trägt zur Stabilität der Populationen bei. Ihre Aktivität unterliegt saisonalen Mustern, mit Höhepunkten während der Reproduktionsphasen von September bis April.

### Fortpflanzungsstrategie und Entwicklungszyklus

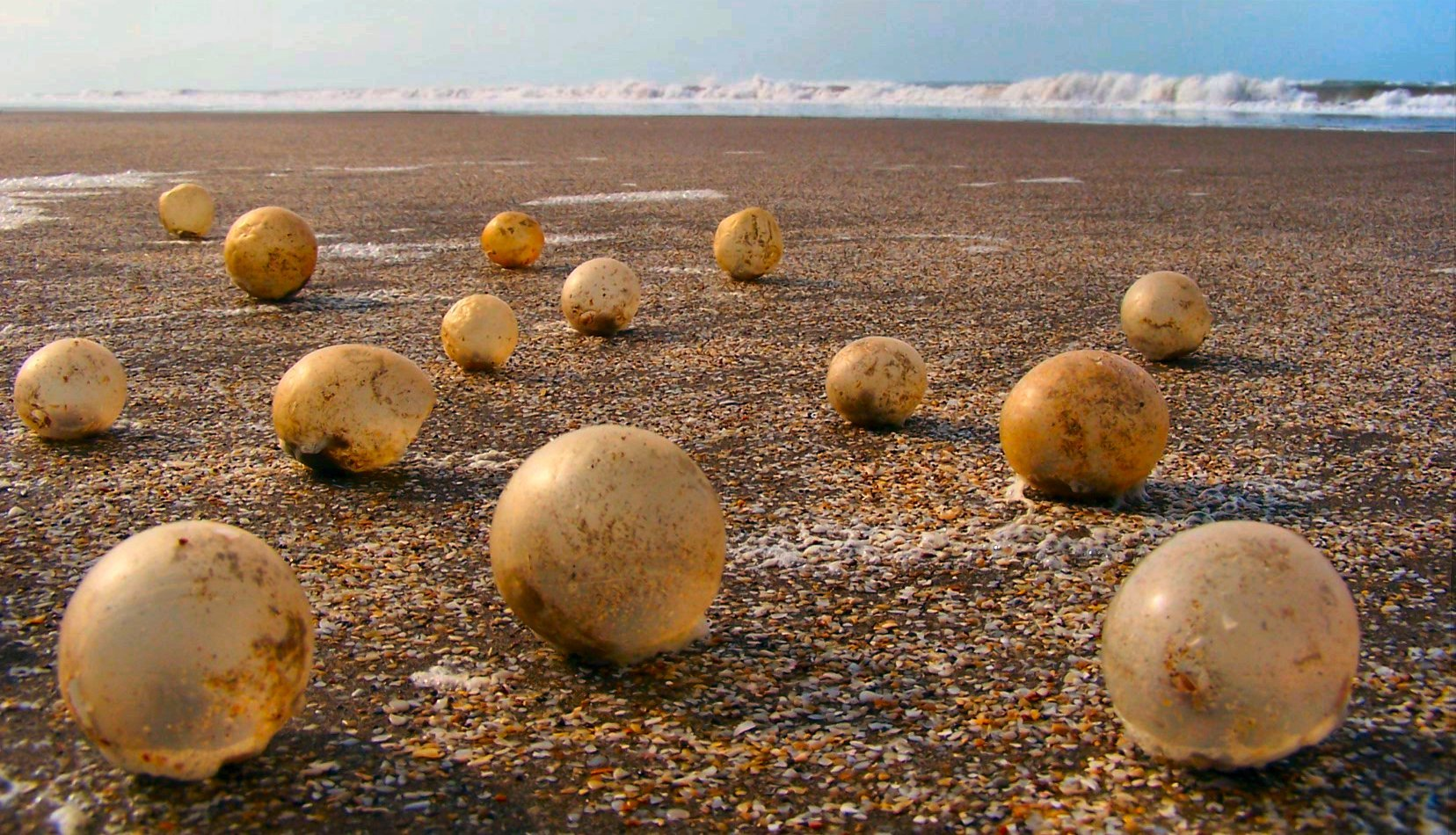
Eikapseln von Pachycymbiola brasiliana am Strand vor Buenos Aires

Die Fortpflanzung von Pachycymbiola brasiliana stellt ein evolutionäres Unikum dar. Nach der inneren Befruchtung formt das Weibchen mit ihrem Fuß eine freischwimmende Eikapsel von 50 bis 70 Millimetern Durchmesser, die weder am Substrat befestigt ist noch Sedimentpartikel inkorporiert. Diese transluzenten, gelblich gefärbten Kapseln enthalten 9 bis 33 Embryonen, die sich in einer nährstoffreichen Protein-Kohlenhydrat-Lösung entwickeln. Die Entwicklungsdauer beträgt etwa 90 Tage, wobei die Jungtiere nach dem Schlupf bereits eine Schalenlänge von 10 Millimeter aufweisen.
Die Produktion von bis zu mehreren hundert Kapseln pro Weibchen kompensiert die hohe Mortalitätsrate durch Strandung an Küsten. Die Hauptreproduktionsphase erstreckt sich von September bis April und korreliert mit Wassertemperaturen von 15 bis 22 °C. Strandungen der Kapseln an südamerikanischen Küsten führen häufig zu Fehlinterpretationen als Schildkröteneier, was eine erhöhte Aufmerksamkeit auf diese Art nach sich zieht.

### Ökologische Interaktionen und Symbiosen

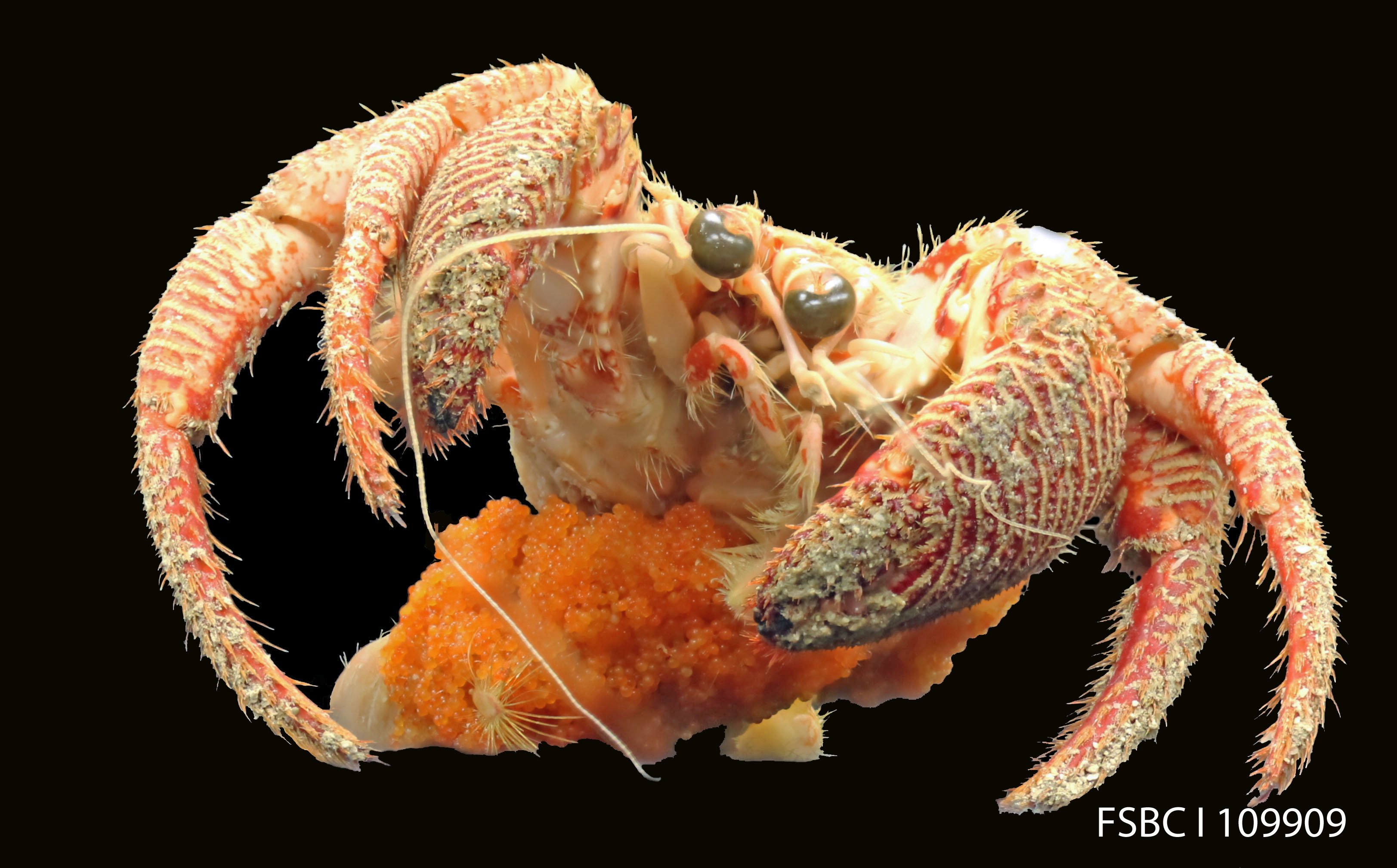
Brokatroter Einsiedlerkrebs (Dardanus insignis) ohne Gehäuse

Eine Schlüsselrolle spielt Pachycymbiola brasiliana als Strukturbildner: Ihre leeren Gehäuse werden vom Brokatroten Einsiedlerkrebs (Dardanus insignis) besiedelt, der als häufigster Vertreter weicher Böden entlang der südostbrasilianischen Küste gilt. Diese Symbiose ermöglicht dem Krebs den Zugang zu robusten Schalen.
Als Mesoprädator kontrolliert die Art nicht nur Muschelpopulationen, sondern dient selbst als Nahrungsquelle für die vom Aussterben bedrohte Unechte Karettschildkröte (Caretta caretta) sowie strandbewohnende Vögel wie den Braunmantel-Austernfischer (Haematopus palliatus). Die Eikapseln wiederum stellen nach der Strandung eine Nahrungsressource für Küstenarthropoden dar.
Ihre ökologische Bedeutung erstreckt sich zudem auf mikrobielle Gemeinschaften: Die dunkle organische Beschichtung der Schale wird von epibiontischen Seeanemonen und Hydrozoen gebildet, die chemischen Schutz vor Fressfeinden bieten. Diese Mutualismen unterstreichen die Verflechtung der Art in die trophische Kaskade des südwestlichen Atlantiks.

## Taxonomie und Systematik
Pachycymbiola brasiliana (Lamarck, 1811) ist eine marine Schneckenart der Familie Walzenschnecken (Volutidae (Rafinesque, 1815)) innerhalb der Ordnung der Neuschnecken (Neogastropoda). Die Art wurde ursprünglich von Jean-Baptiste de Lamarck als Voluta brasiliana beschrieben, wobei das Typusexemplar aus dem brasilianischen Küstenbereich stammt. Die Gattung Pachycymbiola wurde 1907 von Hermann von Ihering als Untergattung von Cymbiola (Swainson, 1831) eingeführt, mit Voluta brasiliana als Typusart. Später erfolgte die Einstufung als eigenständige Gattung innerhalb der Tribus Adelomelonini (Unterfamilie Cymbiinae).
Als Synonyme gelten Adelomelon brasilianum (Lamarck, 1811) und Voluta colocynthis (Dillwyn, 1817). Die taxonomische Abgrenzung zu nahe verwandten Arten wie Pachycymbiola ferussacii (Donovan, 1824) – ursprünglich als Voluta ferussacii beschrieben – wurde durch morphologische Vergleiche der Gehäusestruktur und Radula-Merkmale präzisiert. Fossile Funde aus dem Miozän Zentralchiles belegen, dass Vertreter der Gattung Pachycymbiola bereits im Neogen verbreitet waren.
Die systematische Stellung von Pachycymbiola wurde durch paläontologische Studien gestützt, darunter die Revision miozäner Volutidae-Faunen durch Nielsen & Frassinetti (2007), die neogene Vertreter der Gattung detailliert dokumentierten. Die Gattung zeichnet sich durch ein robustes, spindelförmiges Gehäuse mit ausgeprägter Skulptur und einem elongierten Siphonalkanal aus. Innerhalb der Volutidae wird Pachycymbiola aufgrund von Merkmalen des Protoconchs und des Operculums der Unterfamilie Cymbiinae zugeordnet, die sich durch eine Kombination aus spiraliger Skulptur und spezifischer Mantelhöhlenanatomie auszeichnet.
Nomenklatorische Kontroversen ergaben sich historisch aus der Zuordnung zu Adelomelon (Dall, 1906), bis morphologische und phylogenetische Studien die Eigenständigkeit von Pachycymbiola bestätigten. Molekulare Daten liegen derzeit nicht vor, sodass die Klassifikation primär auf morphologischen und fossilen Befunden beruht.

## Bedeutung für Meeresbiologie und Fischerei
Pachycymbiola brasiliana stellt einen bedeutsamen Untersuchungsgegenstand für die Meeresbiologie dar, da die Art aufgrund ihrer biologischen Eigenschaften als besonders vulnerabel gegenüber anthropogenen Einflüssen gilt. Wissenschaftliche Studien haben ergeben, dass die Art eine sehr lange Lebensspanne von bis zu 20 Jahren aufweist, verbunden mit einer langsamen Wachstumsrate und einer späten Geschlechtsreife, wodurch sie extrem anfällig für Überfischung wird. Die Forschung hat gezeigt, dass die Mindestgröße für die Gonadenreife bei Weibchen 107 Millimeter Schalenlänge beträgt, während 50 % der Weibchen erst bei 115 Millimeter Schalenlänge geschlechtsreif werden, was einem Alter von etwa 7 Jahren entspricht.
In der Fischereipraxis wurde Pachycymbiola brasiliana seit den frühen 1990er Jahren in Uruguay durch kleinmaßstäbliche Fischerei kommerziell genutzt, während in Argentinien noch keine systematische Ausbeutung stattfand. Die uruguayische Fischerei konzentrierte sich hauptsächlich auf die Küstengebiete vor José Ignacio und Rocha zwischen 1991 und 1993, wobei in einem Tiefenbereich von 8 bis 12 Metern mit festen Rahmennetzen gefischt wurde. Die Fischerei folgte einer charakteristischen Boom-and-Bust-Dynamik und wurde um 1998 aufgrund verschiedener Faktoren einschließlich Anzeichen eines Zusammenbruchs abgebrochen.
Die Art gilt als sehr empfindlich gegenüber Umweltverschmutzung, was ihre Bedeutung als Bioindikator für die Gesundheit mariner Ökosysteme unterstreicht. So reagiert sie sensitiv auf Umweltveränderungen wie Sedimenteinträge, Salzgehaltsschwankungen und Temperaturvariationen, wobei Massenansammlungen ihrer Eikapseln an Stränden zwischen 35° und 38° südliche Breite als Hinweis auf ozeanographische Störungen gelten.